# Plage de Neipi

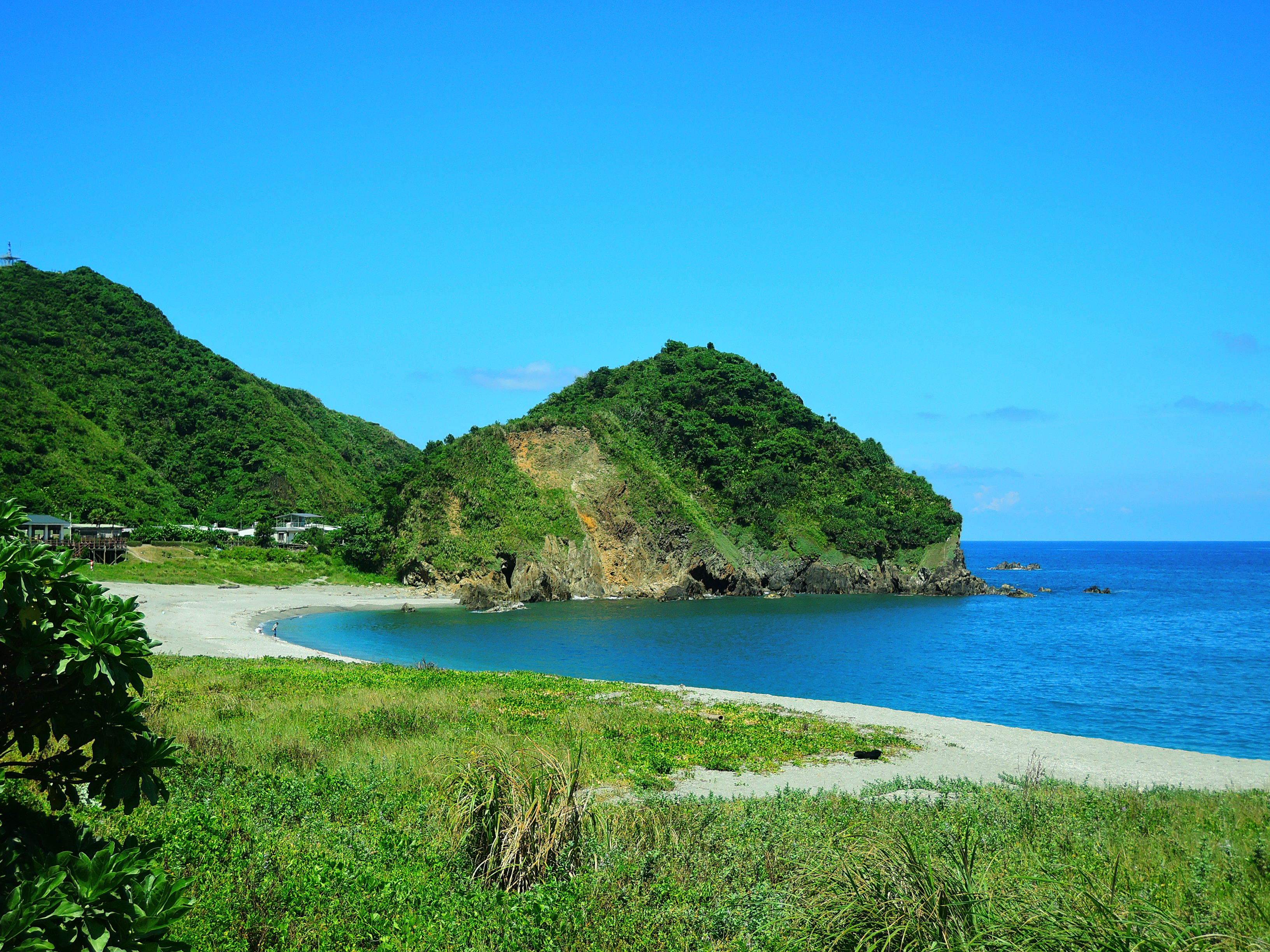
Vue sur la plage de Neipi

La Plage de Neipi (chinois traditionnel: 內埤海灘 ; pinyin: Nèipí Hǎitān ; anglais: Neipi Beach) est une plage au canton de Su'ao, dans le comté de Yilan, à Taïwan, face à l'océan Pacifique.

## Géologie
La plage est située à l'extrémité sud de la zone panoramique nationale du nord-est et de la côte Yilan. C'est un lieu de dépôt marin avec à la fois des sables fins et des gravats. Il présente également des formes terrestres d'abrasion marine telles que le cap marin, la falaise maritime et le récif au fond de la mer. Le fond marin autour de cette zone est inégal, ce qui a entraîné le courant sous-marin habituel. La plage est située au sud du port de pêche de Nanfang'ao et séparée par un gros tas de terre.

## Transport
La plage est accessible au sud-est depuis la gare de Su'ao de l'administration des chemins de fer de Taiwan. 